# Cometă din centura principală

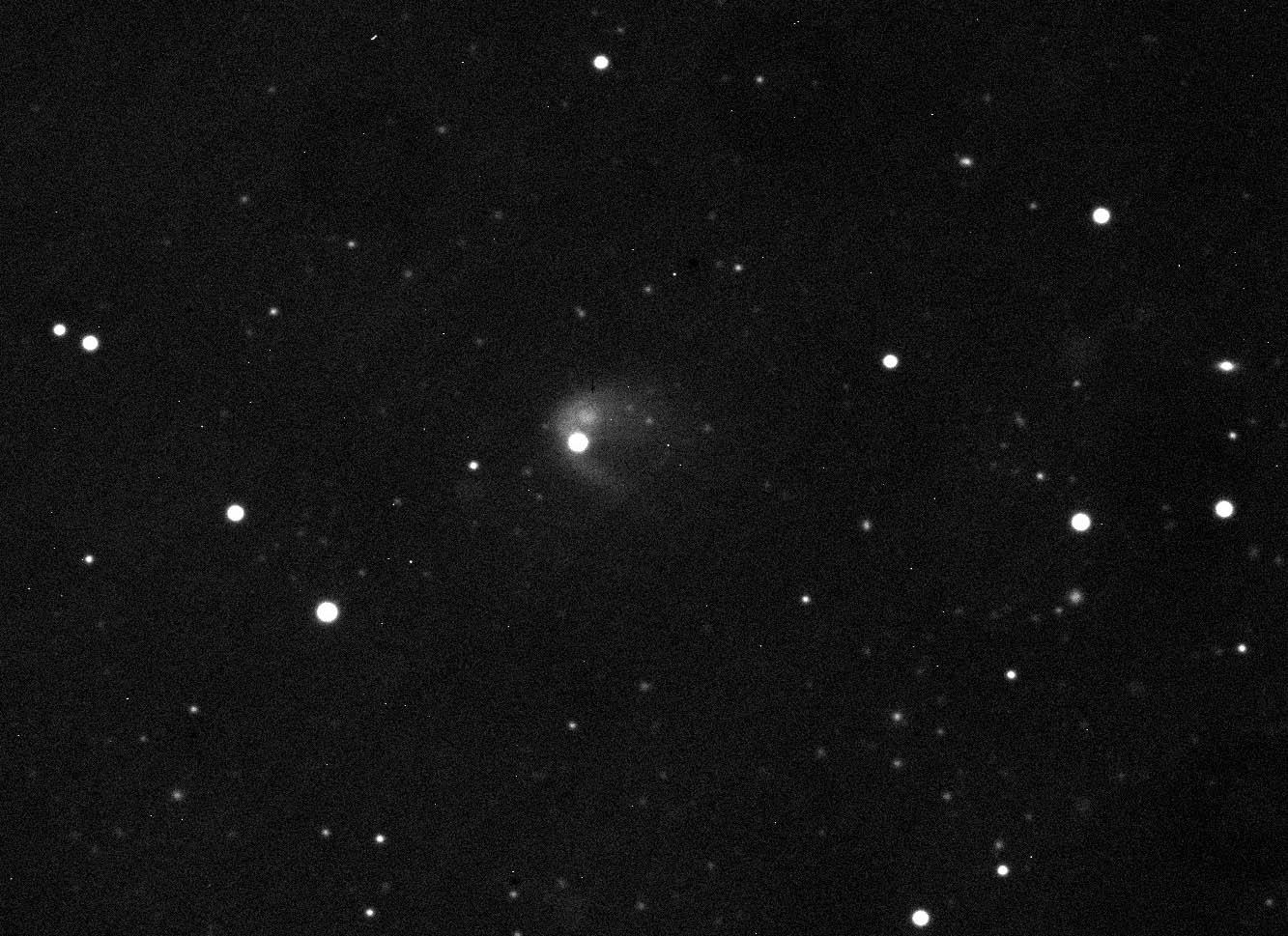
Asteroidul 596 Scheila care își dezvăluie coada (aparența cometară), la 12 decembrie 2010.

Cometele din centura principală sunt corpuri cerești din centura de asteroizi, situată între orbitele planetelor Marte și Jupiter, și care prezintă o activitate cometară pe o porțiune a orbitei lor. Jet Propulsion Laboratory definește aceste obiecte drept asteroizi a căror semiaxă majoră este cuprinsă între 2 u.a. și 3,2 u.a., și al căror periheliu este mai mare de 1,6 u.a. David Jewitt de la UCLA arată că aceste obiecte nu sunt cel mai probabil comete cu gheață sublimatoare, ci asteroizi care prezintă activitate de praf și, prin urmare, el și alții au început să numească această clasă de obiecte asteroizi activi.
Prima cometă a centurii principale descoperită este 7968 Elst-Pizarro. A fost descoperit în 1979 și s-a constatat că are o coadă de Eric Elst și Guido Pizarro în 1996 i-a dat denumirea cometară 133P/Elst-Pizarro. 

## Orbite
Spre deosebire de comete, ale căror orbite sunt, în cea mai mare parte, la o distanță superioară sau egală cu cea a lui Jupiter, cometele din centura principală urmează practic orbite circulare, similare celorlalte obiecte din centura principală (excentricitate și înclinație slabe). Primele obiecte identificate în această categorie se situează în partea externă a centurii.
Se ignoră pentru moment cum niște obiecte extrasolare cum sunt cometele ar putea să-și vadă excentricitatea diminuându-se până să atingă orbita tipică a asteroizilor din centură, care nu este decât puțin perturbată de câmpul gravitațional al planetelor. Se presupune că, spre deosebire de cometele „clasice”, aceste comete n-ar fi decât simpli asteroizi constituiți din gheață, care s-ar fi format pe o orbită apropiată de poziția lor actuală și că numeroși alți asteroizi ar putea să prezinte aceleași caracteristici.

## Activitate
Unele din aceste comete prezintă o coadă pe o porțiune a orbitei lor din apropierea periheliului, cum a demonstrat-o 133P/Elst-Pizarro în timpul ultimelor sale trei perihelii.  Această activitate poate dura una sau mai multe luni, pe o perioadă de cinci sau șase ani, cât durează revoluția, și este probabil datorată aflorimentului straturilor de gheață ca urmare a impacturilor minore survenite într-o perioadă mergând de la 100 la 1.000 de ani. 
La descoperirea sa în ianuarie 2010, P/2010 A2 (LINEAR) a fost denumită și desemnată drept cometă, însă astăzi este considerată ca remanent al unui impact a doi asteroizi. Observarea lui 596 Scheila a arătat că mari cantități de praf au fost ejectate în urma impactului unui alt asteroid cu o talie cuprinsă între 60 și 180 m.

## Interes cosmologic
Se presupune că aceste comete ar putea fi sursa apei prezente pe Terra, dat fiind faptul că raportul deuteriu / hidrogen al oceanelor de pe Pământ este prea mic pentru a considera cometele „clasice” drept sursă principală.Aceste comete ar putea să servească și la restrângerea câmpului de cercetări al „liniei de îngheț” (vezi: en:frost line (astrophysics).

## Membri
Termenul de cometă din centura principală este o clasificare bazată pe orbită și prezența unei morfologii extinse. Ea nu implică faptul că aceste obiecte sunt comete sau că materiile care le înconjoară nucleele au fost ejectate prin sublimare, ca în cazul cometelor „clasice”.
Obiectele identificate ca aparținând acestei clase sunt:
| Denumirea întreagă                               | Hsieh | Jewitt | Semiaxa majoră u.a. (a) | Periheliul u.a. (q) | Data periheliului |
| ------------------------------------------------ | ----- | ------ | ----------------------- | ------------------- | ----------------- |
| 133P/Elst-Pizarro [7968 Elst–Pizarro, P/1996 N2] | Da    | Da     | 3,15                    | 2,64                | 09-02-2013        |
| 176P/LINEAR [118401 LINEAR]                      | Da    | Da     | 3,19                    | 2,57                | 01-07-2011        |
| 238P/Read [P/2005 U1]                            | Da    | Da     | 3,16                    | 2,36                | 11-03-2011        |
| 259P/Garradd [P/2008 R1]                         | Da    | Da     | 2,72                    | 1,79                | 25-01-2013        |
| P/2010 A2 (LINEAR)                               | Nu    | Da     | 2,29                    | 2,00                | 23-05-2013        |
| P/2010 R2 (La Sagra)                             | Da    | Da     | 3,10                    | 2,62                | 30-11-2015        |
| 596 Scheila                                      | Nu    | Da     | 2,92                    | 2,44                | 19-05-2012        |
| (300163) 2006 VW139                              | Da    | Da     | 3,05                    | 2,44                | 18-07-2011        |
| P/2012 F5 (Gibbs)                                | Nu    | Da     | 3,00                    | 2,88                | 26-03-2010        |
| P/2012 T1 (PANSTARRS)                            | Da    | Da     | 3,15                    | 2,41                | 11-09-2012        |
| 311P/PANSTARRS [P/2013 P5]                       | Nu    | Da     | 2,19                    | 1,95                | 16-04-2014        |
| P/2013 R3 (Catalina-PANSTARRS)                   | Da    | Da     | 3,03                    | 2,20                | 05-08-2013        |

## Explorare
Castalia este un concept de misiune propus pentru o navă spațială robotizată pentru a explora 133P/Elst-Pizarro și a efectua primele măsurători in situ ale apei în centura de asteroizi și, astfel, ajută la rezolvarea misterului originii apelor Pământului. Liderul este Colin Snodgrass, de la The Open University din Marea Britanie. Castalia a fost propusă în 2015 și 2016 la Agenția Spațială Europeană în cadrul misiunilor programelor Cosmic Vision M4 și M5, dar nu a fost selectată. Echipa continuă să maturizeze conceptul de misiune și obiectivele științei. Din cauza timpului de construcție necesar și a dinamicii orbitale, a fost propusă o dată de lansare din octombrie 2028.